# Gifted (2017)
Gifted is een Amerikaanse dramafilm uit 2017 en is geregisseerd door Marc Webb en geschreven door Tom Flynn. De hoofdrolspelers zijn Chris Evans, Mckenna Grace, Lindsay Duncan, Jenny Slate en Octavia Spencer. De plot volgt een intellectueel begaafd zevenjarig meisje dat het onderwerp wordt van een voogdijzaak tussen haar oom en oma. De film werd uitgebracht op 7 april 2017 door Fox Searchlight Pictures en verdiende wereldwijd 43 miljoen dollar.

## Synopsis
Alleenstaande Frank Adler woont met zijn vrolijke, kleine nichtje Mary in een voorstad van Tampa. Mary's moeder Diane was een hoogbegaafde wiskundige die zelfmoord pleegde toen Mary zes maand oud was. Sindsdien zorgt Frank voor Mary. Buurvrouw Roberta, Mary’s beste vriendin, helpt hen de dagelijkse sleur te doorbreken. Aan dit gelukkige bestaan dreigt een einde te komen als Franks moeder Evelyn de bijzondere gaven van haar kleinkind opmerkt en haar naar een school voor hoogbegaafde kinderen wil sturen. Omdat Frank bang is dat Mary hierdoor van haar gelukkige kinderjaren beroofd zal worden, barst er een gespannen strijd los over de vraag wie het voogdijschap moet krijgen.

## Rolverdeling
- Chris Evans als Frank Adler
- Mckenna Grace als Mary Adler
- Lindsay Duncan als Evelyn Adler
- Jenny Slate als Juf Bonnie Stevenson
- Octavia Spencer als Roberta Taylor
- Michael Kendall Kaplan als Justin Gilmore
- John M. Jackson als Rechter Edward Nichols
- Glenn Plummer als Advocaat Greg Cullen
- John Finn als Advocaat Aubrey Highsmith
- Elizabeth Marvel als Rector Gloria Davis
- Jon Sklaroff als Seymore Shankland
- Candace B. Harris als Juf Carly Rosen
- Jona Xiao als Lijuan
- Julie Ann Emery als Pat Golding
- Keir O'Donnell als Bradley Pollard
- Joe Chrest als Kevin Larsen
- Kelly Collins Lintz als Claire Larsen